# Castor (nucléaire)
Pour les articles homonymes, voir Castor.

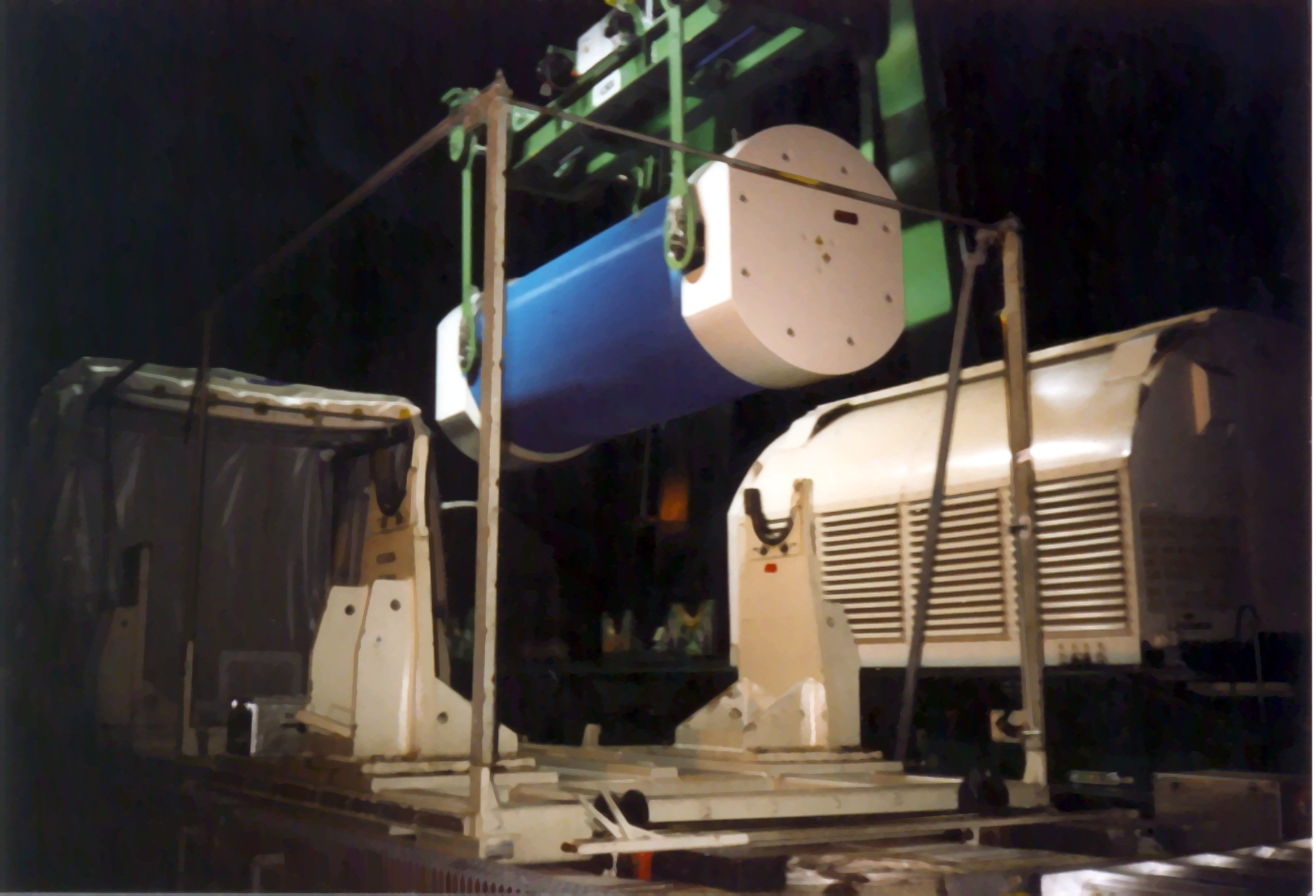
Chargement d'un conteneur Castor en mars 2001 à Dannenberg, à destination du site de Gorleben.

Castor est un sigle en anglais pour Cask for storage and transport of radioactive material, « conteneur de stockage et de transport du combustible nucléaire ou de déchet radioactif ». « Castor » est une marque déposée de la société allemande GNS (en) (Gesellschaft für Nuklear-Service). En langue allemande usuelle, le terme est employé pour désigner le stockage ou le transport de combustible nucléaire ou de déchets nucléaires (Castor-Transport).

## Conception
Le conteneur Castor, par ailleurs désigné comme fût ou cylindre, a un poids qui peut aller de 110 à 125 tonnes. De forme cylindrique, il est constitué de fonte ou de puddlage, et comporte un double couvercle étanche vissé au corps du conteneur.

## Règles de sécurité
Le ministère de l'environnement allemand a établi des règles pour le transport de matières radioactives.

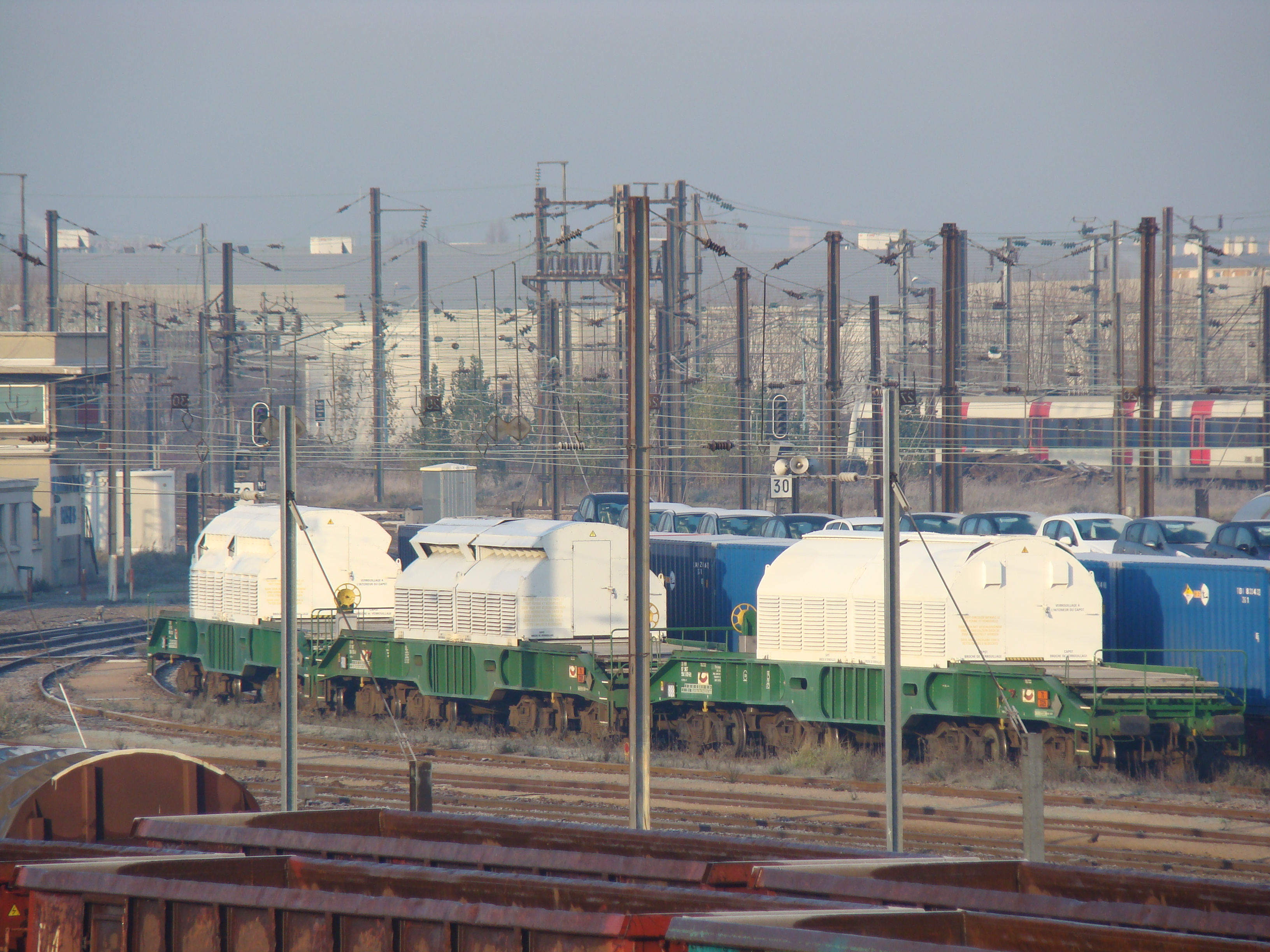
Convoi Castor à la gare de triage de Drancy-Le Bourget le 12 décembre 2012 sur le convoi entre les Pays-Bas et La Hague et qui contenait 6,7 tonnes de combustible nucléaire usagé.

## Transport
L'expression « Castor Transport » désigne en Allemagne un transport de matières radioactives, par exemple à destination du site de stockage nucléaire de Gorleben. Certains transports sont l'occasion de manifestations de mouvements et associations militant pour une sortie du nucléaire.